# Siphonogorgia dipsacea
Siphonogorgia dipsacea is een zachte koraalsoort uit de familie Nidaliidae. De koraalsoort komt uit het geslacht Siphonogorgia. Siphonogorgia dipsacea werd in 1889 voor het eerst wetenschappelijk beschreven door Wright & Studer. 